# Una forca per un bastardo
Pour plus de détails, voir Fiche technique et Distribution.
Una forca per un bastardo est un western spaghetti italien sorti en 1968, réalisé par Amasi Damiani.

## Synopsis
Le shérif Allan Phillip mène son enquête sur la mort d'Abraham Everton. Il empêche l'exécution d'un homme innocent et s'affronte à un groupe de personnes qui ont des alibis. Pour cela, il doit composer avec le riche fermier Foster, qu'il doit parfois freiner dans ses élans. Alan découvre que l'un des suspects, Mark Evans, a un double, son frère jumeau, qui est bien au courant des circonstances du crime. Le shérif, qui prépare en même temps son mariage, parvient à mettre les choses au clair et à mettre le coupable, Foster, derrière les barreaux.

## Fiche technique
- Titre original : Una forca per un bastardo
- Genre : Western spaghetti
- Réalisation : Amasi Damiani
- Musique : Umberto Pisano
- Production : SPEFD
- Photographie : Angelo Baistrocchi
- Montage : Graziella Fedeli
- Costumes : Mauro Vigneti
- Maquillage : Renato Bomarzi
- Durée : 79 minutes
- Année de sortie : 1968
- Pays de production :  Italie
- Langue originale : italien
- Distribution en Italie : Indipendenti Regionali

## Distribution
- Mimmo Palmara (sous le pseudo de Dick Palmer) : Alan Philips
- Caterina Trentini (sous le pseudo de Kathleen Parker) : Margie Hernandez
- Barth Warren : Bob Everton
- Josiane Gibert (sous le pseudo de Monica Mills) : Susan Crosby
- Livio Lorenzon : Foster
- Gualtiero Rispoli : Hernandez
- Francesco De Leone : Jerry
- Fortunato Arena : un citoyen